# When You're Strange
When You're Strange es un documental sobre The Doors estrenado en 2009 y escrito y dirigido por Tom DiCillo.
El teclista de la banda, Ray Manzarek, ha dicho que "esta será la verdadera historia de los Doors", e indicó que este documental será el "anti-Oliver Stone", refiriéndose a la película de 1991 que Stone dirigió, y que atrajo críticas de parte de los fanáticos de The Doors y de gente cercana de Morrison por ciertas diferencias entre los hechos reales y el guion de Stone.
When You're Strange fue estrenada en el Festival de cine de Sundance el 17 de enero de 2009, donde recibió críticas favorables en general. Sin embargo, la narración grabada por el director Tom DiCillo fue para muchos un elemento que estropeó la calidad de la cinta por su monotonía. Johnny Depp fue contratado para volver a grabar la narración. La nueva versión debutó en el Festival de cine de Los Ángeles en junio de 2009. La versión final del documental también fue proyectada en el Festival de cine de Londres en octubre del mismo año. Fue estrenado en los cines en abril de 2010 junto a un álbum del soundtrack, meses más tarde fue editado en formato Blu-ray y DVD. La película también fue estrenada en Francia, donde recibió excelentes críticas.
El guitarrista Robbie Krieger cree que este documental es un retrato más acertado de Morrison que la película biográfica de 1991, comentó: "Creo que cuando ves la película de Oliver Stone -me impresionó lo bien que lo hizo Val Kilmer- el problema es que el guion era medio estúpido. En realidad no capturó en absoluto cómo era Jim. Creo que ésta te da una mucho mejor idea de como funcionaba su mente". En definitiva, Krieger se sintió "muy feliz" de como resultó el documental, elogiando particularmente el trabajo de edición. Los miembros sobrevivientes de la banda decidieron no involucrarse demasiado en el proyecto para tratar de conseguir el justo balance neutral que un observador externo trataría de alcanzar".